# 카를 알렉산더 폰 로트링겐 공자
카를 알렉산더 폰 로트링겐(독일어: Karl Alexander von Lothringen und Bar, 1712년 12월 12일 - 1780년 7월 4일)는 로렌 공작 레오폴과 엘리자베트 샤를로트의 아들로 태어났다. 그의 형인 로렌 공작 프랑수아 에티엔이 황제 카를 6세의 딸 마리아 테레지아와 결혼하자 카를 알렉산더는 1737년 오스트리아 합스부르크 제국에 봉사했다.
오스트리아 왕위 계승 전쟁기간 오스트리아 제국의 주요 군사 지휘관들 중 1명이었으나, 그가 패한 가장 유명한 전투는 1742년의 프리드리히 대왕과 싸운 코츠시츠 전투와 1745년의 호헨프리드베르크 전투였다. 카를은 또한 1746년 로쿠스 전투에서 프랑스의 장군 모리스 드 삭스에게 패배했다.
1744년 1월 7일 카를은 신성 로마 제국의 황제 카를 6세의 차녀이며, 형의 아내인 마리아 테레지아의 누이동생이던 마리아 아나와 결혼했다. 2명은 얼마 안 가서 오스트리아령 네덜란드의 총독에 임명되어 브뤼셀에 가게 되었으나, 마리아 아나는 같은 해에 출산 도중 12월 16일 사망했다. 카를은 그 후에도 1780년 자신이 죽을 때까지 총독직을 맡았다. 그는 매우 인망이 있었으며, 1761년 튜턴 기사단의 단장이 되었다.
7년 전쟁 때도 그는 오스트리아군을 지휘했으나, 1757년 프라하 전투에서 다시 프로이센군에게 패배했다. 그 후 브레슬라우 전투 (1757년)에서 소규모 프로이센군을 격파하는 작은 승리를 거두었지만, 로이텐 전투에서 또 다시 프리드리히 2세에게 패배했다.
이 마지막 패배 후 카를은 다운 백작에게 군의 지휘를 맡기고, 자신은 군사업무에서 손을 뗐다.

## 참고 자료
- 본 문서에는 현재 퍼블릭 도메인에 속한 브리태니커 백과사전 제11판의 내용을 기초로 작성된 내용이 포함되어 있습니다.